# Großer Preis von Schweden 1977
Der Große Preis von Schweden 1977 (offiziell XIII Sveriges Grand Prix) fand am 19. Juni auf dem Scandinavian Raceway in Anderstorp statt und war das achte Rennen der Automobil-Weltmeisterschaft 1977.

## Berichte

### Hintergrund
Zwei Wochen nach dem Premierensieg ihres Landsmannes Gunnar Nilsson beim Großen Preis von Belgien erwarteten zahlreiche schwedische Motorsportfans mit Spannung den achten Saisonlauf.
Die Tatsache, dass der neue Shadow-Stammfahrer Riccardo Patrese an diesem Wochenende an einem Formel-2-Rennen in Mugello teilnahm, nutzte der inzwischen als Teamchef fungierende Jackie Oliver für ein kurzes Comeback als Formel-1-Pilot. Seine letzte Grand-Prix-Teilnahme beim Großen Preis der USA 1973 lag zu diesem Zeitpunkt mehr als dreieinhalb Jahre zurück.
RAM Racing meldete ein zweites Fahrzeug für den finnischen Formel-1-Neuling Mikko Kozarowitzky.
Ronnie Peterson bestritt seinen 100. Grand Prix.

### Training
Der Reifenhersteller Goodyear, der seit 1975 bis auf wenige Ausnahmen Alleinausstatter der Formel 1 war, entwickelte mit Hochdruck neue Reifenmischungen, um gegenüber dem Konkurrenten Michelin, dessen Einstieg in den Grand-Prix-Sport unmittelbar bevorstand, einen Wettbewerbsvorteil zu wahren. Einige dieser neuen Reifentypen konnten während der Trainingseinheiten getestet werden, bewirkten jedoch keine deutlichen Leistungs-Unterschiede.
Genau wie zwei Wochen zuvor in Belgien setzte sich die erste Startreihe aus dem Lotus 78 von Mario Andretti und John Watson auf Brabham zusammen. Dahinter qualifizierten sich James Hunt im McLaren M26 sowie der in der Weltmeisterschaft nach wie vor führende Jody Scheckter. Dessen Titelkonkurrent Niki Lauda, der zwischenzeitlich in der WM-Tabelle bis auf einen Punkt aufgeholt hatte, erreichte lediglich den 15. Startplatz.
Die 24 schnellsten der 31 angereisten Piloten qualifizierten sich für das Rennen.

### Rennen
Erneut gelang Watson ein besserer Start als Andretti, was ihm kurzzeitig die Führung einbrachte. Bereits in der zweiten Runde übernahm Andretti jedoch die Spitze und verteidigte diese bis zur drittletzten Runde.
In der 30. Runde führte ein Überholversuch von Scheckter gegen Watson zu einer Kollision, woraufhin Scheckter ausfiel und Watson die Box ansteuern musste, um Reparaturen durchführen zu lassen. Hunt gelangte dadurch auf den zweiten Rang vor Patrick Depailler, Jochen Mass, Jacques Laffite und Carlos Reutemann. Innerhalb der folgenden fünf Runden überholte Laffite die drei vor ihm liegenden Piloten und verkürzte danach stetig Andrettis Vorsprung. Unterdessen gelangte Mass an Depailler vorbei auf den dritten Rang, gefolgt von Reutemann.
Da Lauda das Rennen in der 48. Runde aufgrund von Handlingproblemen aufgab, blieben an diesem Wochenende die beiden Führenden in der WM punktelos.
Drei Runden vor Schluss musste Andretti aufgrund von Problemen mit der Kraftstoffzufuhr die Box aufsuchen. Der Stopp warf ihn auf den sechsten Platz zurück. Laffite übernahm die Spitze und gewann zum ersten Mal einen Grand Prix. Es handelte sich um den ersten Sieg eines französischen Fahrers in einem französischen Rennwagen mit französischem Motor und französischem Hauptsponsor.
Keiner der drei einheimischen Piloten erreichte das Ziel. Conny Andersson war mit dem unterlegenen BRM P207 bereits an der Qualifikation gescheitert, Peterson musste in der achten Rennrunde als erster Fahrer des Tages aufgrund eines technischen Defektes vorzeitig aufgeben und Nilsson konnte das Rennen aufgrund eines Aufhängungsschadens nicht beenden, wurde jedoch als 19. und somit Letzter gewertet, da sich sein Ausfall erst in der 65. Runde ereignete.

## Meldeliste
| Team                            | Nr. | Fahrer             | Chassis         | Motor                     | Reifen |
| ------------------------------- | --- | ------------------ | --------------- | ------------------------- | ------ |
| Marlboro Team McLaren           | 01  | James Hunt         | McLaren M26     | Ford Cosworth DFV 3.0 V8  | G      |
| Marlboro Team McLaren           | 02  | Jochen Mass        | McLaren M23     | Ford Cosworth DFV 3.0 V8  | G      |
| Elf Team Tyrrell                | 03  | Ronnie Peterson    | Tyrrell P34     | Ford Cosworth DFV 3.0 V8  | G      |
| Elf Team Tyrrell                | 04  | Patrick Depailler  | Tyrrell P34     | Ford Cosworth DFV 3.0 V8  | G      |
| John Player Team Lotus          | 05  | Mario Andretti     | Lotus 78        | Ford Cosworth DFV 3.0 V8  | G      |
| John Player Team Lotus          | 06  | Gunnar Nilsson     | Lotus 78        | Ford Cosworth DFV 3.0 V8  | G      |
| Martini Racing                  | 07  | John Watson        | Brabham BT45B   | Alfa Romeo 115-12 3.0 F12 | G      |
| Martini Racing                  | 08  | Hans-Joachim Stuck | Brabham BT45B   | Alfa Romeo 115-12 3.0 F12 | G      |
| Hollywood March Racing          | 09  | Alex Ribeiro       | March 761B      | Ford Cosworth DFV 3.0 V8  | G      |
| Team Rothmans International     | 10  | Ian Scheckter      | March 761B      | Ford Cosworth DFV 3.0 V8  | G      |
| Scuderia Ferrari SpA SEFAC      | 11  | Niki Lauda         | Ferrari 312T2   | Ferrari 015 3.0 F12       | G      |
| Scuderia Ferrari SpA SEFAC      | 12  | Carlos Reutemann   | Ferrari 312T2   | Ferrari 015 3.0 F12       | G      |
| Shadow Racing Team              | 16  | Jackie Oliver      | Shadow DN8      | Ford Cosworth DFV 3.0 V8  | G      |
| Shadow Racing Team              | 17  | Alan Jones         | Shadow DN8      | Ford Cosworth DFV 3.0 V8  | G      |
| Team Surtees                    | 18  | Larry Perkins      | Surtees TS19    | Ford Cosworth DFV 3.0 V8  | G      |
| Beta Team Surtees               | 19  | Vittorio Brambilla | Surtees TS19    | Ford Cosworth DFV 3.0 V8  | G      |
| Walter Wolf Racing              | 20  | Jody Scheckter     | Wolf WR2        | Ford Cosworth DFV 3.0 V8  | G      |
| Team Tissot Ensign with Castrol | 22  | Clay Regazzoni     | Ensign N177     | Ford Cosworth DFV 3.0 V8  | G      |
| Penthouse Rizla Racing          | 24  | Rupert Keegan      | Hesketh 308E    | Ford Cosworth DFV 3.0 V8  | G      |
| Hesketh Racing                  | 25  | Harald Ertl        | Hesketh 308E    | Ford Cosworth DFV 3.0 V8  | G      |
| Hesketh Racing                  | 39  | Héctor Rebaque     | Hesketh 308E    | Ford Cosworth DFV 3.0 V8  | G      |
| Ligier Gitanes                  | 26  | Jacques Laffite    | Ligier JS7      | Matra MS76 3.0 V12        | G      |
| Williams Grand Prix Engineering | 27  | Patrick Nève       | March 761       | Ford Cosworth DFV 3.0 V8  | G      |
| Copersucar-Fittipaldi           | 28  | Emerson Fittipaldi | Copersucar FD04 | Ford Cosworth DFV 3.0 V8  | G      |
| Chesterfield Racing             | 30  | Brett Lunger       | McLaren M23     | Ford Cosworth DFV 3.0 V8  | G      |
| LEC Refrigeration Racing        | 31  | David Purley       | LEC CRP1        | Ford Cosworth DFV 3.0 V8  | G      |
| RAM Racing/F&S Properties       | 32  | Mikko Kozarowitsky | March 761       | Ford Cosworth DFV 3.0 V8  | G      |
| RAM Racing/F&S Properties       | 33  | Boy Hayje          | March 761       | Ford Cosworth DFV 3.0 V8  | G      |
| ATS Racing Team                 | 34  | Jean-Pierre Jarier | Penske PC4      | Ford Cosworth DFV 3.0 V8  | G      |
| Rotary Watches Stanley B.R.M.   | 35  | Conny Andersson    | BRM P207        | BRM P202 3.0 V12          | G      |
| Iberia Airlines                 | 36  | Emilio de Villota  | McLaren M23     | Ford Cosworth DFV 3.0 V8  | G      |

## Klassifikationen

### Startaufstellung
| Pos. | Fahrer             | Konstrukteur       | Zeit     | Ø-Geschwindigkeit | Start |
| ---- | ------------------ | ------------------ | -------- | ----------------- | ----- |
| 01   | Mario Andretti     | Lotus-Ford         | 1:25,404 | 169,369 km/h      | 01    |
| 02   | John Watson        | Brabham-Alfa Romeo | 1:25,545 | 169,090 km/h      | 02    |
| 03   | James Hunt         | McLaren-Ford       | 1:25,626 | 168,930 km/h      | 03    |
| 04   | Jody Scheckter     | Wolf-Ford          | 1:25,681 | 168,822 km/h      | 04    |
| 05   | Hans-Joachim Stuck | Brabham-Alfa Romeo | 1:26,127 | 167,947 km/h      | 05    |
| 06   | Patrick Depailler  | Tyrrell-Ford       | 1:26,209 | 167,788 km/h      | 06    |
| 07   | Gunnar Nilsson     | Lotus-Ford         | 1:26,227 | 167,753 km/h      | 07    |
| 08   | Jacques Laffite    | Ligier-Matra       | 1:26,259 | 167,690 km/h      | 08    |
| 09   | Jochen Mass        | McLaren-Ford       | 1:26,380 | 167,455 km/h      | 09    |
| 10   | Ronnie Peterson    | Tyrrell-Ford       | 1:26,383 | 167,450 km/h      | 10    |
| 11   | Alan Jones         | Shadow-Ford        | 1:26,529 | 167,167 km/h      | 11    |
| 12   | Carlos Reutemann   | Ferrari            | 1:26,542 | 167,142 km/h      | 12    |
| 13   | Vittorio Brambilla | Surtees-Ford       | 1:26,573 | 167,082 km/h      | 13    |
| 14   | Clay Regazzoni     | Ensign-Ford        | 1:26,616 | 166,999 km/h      | 14    |
| 15   | Niki Lauda         | Ferrari            | 1:26,826 | 166,595 km/h      | 15    |
| 16   | Jackie Oliver      | Shadow-Ford        | 1:27,492 | 165,327 km/h      | 16    |
| 17   | Jean-Pierre Jarier | Penske-Ford        | 1:27,537 | 165,242 km/h      | 17    |
| 18   | Emerson Fittipaldi | Copersucar-Ford    | 1:27,620 | 165,086 km/h      | 18    |
| 19   | David Purley       | LEC-Ford           | 1:27,716 | 164,905 km/h      | 19    |
| 20   | Patrick Nève       | March-Ford         | 1:27,758 | 164,826 km/h      | 20    |
| 21   | Ian Scheckter      | March-Ford         | 1:27,806 | 164,736 km/h      | 21    |
| 22   | Brett Lunger       | McLaren-Ford       | 1:28,205 | 163,991 km/h      | 22    |
| 23   | Harald Ertl        | Hesketh-Ford       | 1:28,377 | 163,672 km/h      | 23    |
| 24   | Rupert Keegan      | Hesketh-Ford       | 1:28,404 | 163,622 km/h      | 24    |
| DNQ  | Alex Ribeiro       | March-Ford         | 1:28,463 | 163,512 km/h      | –     |
| DNQ  | Emilio de Villota  | McLaren-Ford       | 1:28,708 | 163,061 km/h      | –     |
| DNQ  | Larry Perkins      | Surtees-Ford       | 1:28,766 | 162,954 km/h      | –     |
| DNQ  | Boy Hayje          | March-Ford         | 1:29,086 | 162,369 km/h      | –     |
| DNQ  | Héctor Rebaque     | Hesketh-Ford       | 1:29,889 | 160,918 km/h      | –     |
| DNQ  | Conny Andersson    | B.R.M.             | 1:30,286 | 160,211 km/h      | –     |
| DNQ  | Mikko Kozarowitsky | March-Ford         | 1:31,079 | 158,816 km/h      | –     |

### Rennen
| Pos. | Fahrer             | Konstrukteur       | Runden | Stopps | Zeit        | Start | Schnellste Runde |
| ---- | ------------------ | ------------------ | ------ | ------ | ----------- | ----- | ---------------- |
| 01   | Jacques Laffite    | Ligier-Matra       | 72     | 0      | 1:46:55,520 | 08    | 1:27,681         |
| 02   | Jochen Mass        | McLaren-Ford       | 72     | 0      | + 8,449     | 09    | 1:28,048         |
| 03   | Carlos Reutemann   | Ferrari            | 72     | 0      | + 14,369    | 12    | 1:28,312         |
| 04   | Patrick Depailler  | Tyrrell-Ford       | 72     | 0      | + 16,308    | 06    | 1:28,121         |
| 05   | John Watson        | Brabham-Alfa Romeo | 72     | 0      | + 18,735    | 02    | 1:28,201         |
| 06   | Mario Andretti     | Lotus-Ford         | 72     | 1      | + 25,277    | 01    | 1:27,607         |
| 07   | Clay Regazzoni     | Ensign-Ford        | 72     | 0      | + 31,266    | 14    | 1:28,116         |
| 08   | Jean-Pierre Jarier | Penske-Ford        | 72     | 0      | + 1:04,567  | 17    | 1:28,893         |
| 09   | Jackie Oliver      | Shadow-Ford        | 72     | 0      | + 1:22,479  | 16    | 1:29,323         |
| 10   | Hans-Joachim Stuck | Brabham-Alfa Romeo | 71     | 1      | + 1 Runde   | 05    | 1:27,861         |
| 11   | Brett Lunger       | McLaren-Ford       | 71     | 0      | + 1 Runde   | 22    | 1:29,539         |
| 12   | James Hunt         | McLaren-Ford       | 71     | 0      | + 1 Runde   | 03    | 1:27,615         |
| 13   | Rupert Keegan      | Hesketh-Ford       | 71     | 0      | + 1 Runde   | 24    | 1:30,180         |
| 14   | David Purley       | LEC-Ford           | 70     | 1      | + 2 Runden  | 19    | 1:29,302         |
| 15   | Patrick Nève       | March-Ford         | 69     | 0      | + 3 Runden  | 20    | 1:30,878         |
| 16   | Harald Ertl        | Hesketh-Ford       | 68     | 1      | + 4 Runden  | 23    | 1:30,364         |
| 17   | Alan Jones         | Shadow-Ford        | 67     | 2      | + 5 Runden  | 11    | 1:28,308         |
| 18   | Emerson Fittipaldi | Copersucar-Ford    | 66     | 1      | + 6 Runden  | 18    | 1:29,904         |
| 19   | Gunnar Nilsson     | Lotus-Ford         | 64     | 2      | DNF         | 07    | 1:27,731         |
| –    | Ian Scheckter      | March-Ford         | 61     | 0      | DNF         | 21    | 1:29,638         |
| –    | Vittorio Brambilla | Surtees-Ford       | 52     | 1      | DNF         | 13    | 1:28,624         |
| –    | Niki Lauda         | Ferrari            | 47     | 3      | DNF         | 15    | 1:28,935         |
| –    | Jody Scheckter     | Wolf-Ford          | 29     | 0      | DNF         | 04    | 1:28,458         |
| –    | Ronnie Peterson    | Tyrrell-Ford       | 7      | 0      | DNF         | 10    | 1:29,269         |

## WM-Stände nach dem Rennen
Die ersten sechs des Rennens bekamen 9, 6, 4, 3, 2 bzw. 1 Punkt(e). Es zählten nur die besten acht Ergebnisse aus den ersten neun Rennen und die besten sieben Ergebnisse aus den letzten acht Rennen. In der Konstrukteurswertung zählte nur das Ergebnis des bestplatzierten Fahrers eines Teams.

### Fahrerwertung
| Pos. | Fahrer             | Konstrukteur                    | Punkte |
| ---- | ------------------ | ------------------------------- | ------ |
| 01   | Jody Scheckter     | Wolf-Ford                       | 32     |
| 02   | Niki Lauda         | Ferrari                         | 31     |
| 03   | Carlos Reutemann   | Ferrari                         | 27     |
| 04   | Mario Andretti     | Lotus-Ford                      | 23     |
| 05   | Jochen Mass        | McLaren-Ford                    | 14     |
| 06   | Gunnar Nilsson     | Lotus-Ford                      | 13     |
| 07   | Patrick Depailler  | Tyrrell-Ford                    | 10     |
| 08   | Jacques Laffite    | Ligier-Matra                    | 9      |
| 09   | James Hunt         | McLaren-Ford                    | 9      |
| 10   | Emerson Fittipaldi | Copersucar-Ford                 | 8      |
| 11   | Carlos Pace †      | Brabham-Alfa Romeo              | 6      |
| 12   | Ronnie Peterson    | Tyrrell-Ford                    | 4      |
| 13   | Vittorio Brambilla | Surtees-Ford                    | 3      |
| 14   | Alan Jones         | Shadow-Ford                     | 3      |
| 15   | John Watson        | Brabham-Alfa Romeo              | 3      |
| 16   | Hans-Joachim Stuck | March-Ford / Brabham-Alfa Romeo | 2      |
| 17   | Clay Regazzoni     | Ensign-Ford                     | 1      |
| 18   | Renzo Zorzi        | Shadow-Ford                     | 1      |
| 19   | Jean-Pierre Jarier | Penske-Ford                     | 1      |

| Pos. | Fahrer            | Konstrukteur              | Punkte |
| ---- | ----------------- | ------------------------- | ------ |
| 20   | Ingo Hoffmann     | Copersucar-Ford           | 0      |
| 21   | Hans Binder       | Surtees-Ford              | 0      |
| 22   | Riccardo Patrese  | Shadow-Ford               | 0      |
| 23   | Harald Ertl       | Hesketh-Ford              | 0      |
| 24   | Jackie Oliver     | Shadow-Ford               | 0      |
| 25   | Brett Lunger      | March-Ford / McLaren-Ford | 0      |
| 26   | Brian Henton      | March-Ford                | 0      |
| 27   | Jacky Ickx        | Ensign-Ford               | 0      |
| 28   | Ian Scheckter     | March-Ford                | 0      |
| 29   | Patrick Nève      | March-Ford                | 0      |
| 30   | Rupert Keegan     | Hesketh-Ford              | 0      |
| 31   | Larry Perkins     | B.R.M. / Surtees-Ford     | 0      |
| 32   | Emilio de Villota | McLaren-Ford              | 0      |
| 33   | David Purley      | LEC-Ford                  | 0      |
| 34   | Arturo Merzario   | March-Ford                | 0      |
| –    | Tom Pryce †       | Shadow-Ford               | 0      |
| –    | Alex Ribeiro      | March-Ford                | 0      |
| –    | Boy Hayje         | March-Ford                | 0      |

### Konstrukteurswertung
| Pos. | Konstrukteur       | Punkte |
| ---- | ------------------ | ------ |
| 01   | Ferrari            | 50     |
| 02   | Lotus-Ford         | 34     |
| 03   | Wolf-Ford          | 32     |
| 04   | McLaren-Ford       | 21     |
| 05   | Tyrrell-Ford       | 14     |
| 06   | Brabham-Alfa Romeo | 11     |
| 07   | Ligier-Matra       | 9      |
| 08   | Copersucar-Ford    | 8      |

| Pos. | Konstrukteur | Punkte |
| ---- | ------------ | ------ |
| 09   | Shadow-Ford  | 4      |
| 10   | Surtees-Ford | 3      |
| 11   | Ensign-Ford  | 1      |
| 12   | Penske-Ford  | 1      |
| 13   | March-Ford   | 0      |
| 14   | Hesketh-Ford | 0      |
| 15   | LEC-Ford     | 0      |
| –    | B.R.M.       | 0      |